# Yasser Corona
Yasser Anwar Corona Delgado (* 28. Juli 1987 in Tepic) ist ein ehemaliger mexikanischer Fußballspieler. Er spielte zuletzt bis April 2018 beim Club Tijuana in der mexikanischen ersten Liga.

## Karriere

### Verein
Corona begann seine Karriere bei den Monarcas Morelia. Sein Debüt gab er am 17. Spieltag der Apertura 2006/07 gegen den Club América. 2008 wechselte er zum Mérida FC, wurde jedoch an die Jaguares de Chiapas und an den Puebla FC verliehen. 2011 kehrte er zu den Monarcas zurück, wurde jedoch ebenfalls wieder an die Chiapas und diesmal an den Club San Luis sowie dem Querétaro Fútbol Club, der ihn im Sommer 2014 fest verpflichtete. Im Juni 2016 wechselte er zum Club Tijuana. Nachdem er sich im Januar 2017 in einem Ligaspiel einen Halswirbelbruch zugezogen hatte und nicht mehr auf den Platz zurückkehren konnte, erklärte er am 30. April 2018 seinen Rücktritt vom professionellen Fußball.

### Nationalmannschaft
Corona wurde im Juni 2015 für die Testspiele gegen Costa Rica und Honduras ins Nationalteam berufen. Im Juli 2015 wurde er für den Gold Cup nominiert, wo er am 3. Spieltag der Gruppenphase gegen Trinidad und Tobago sein Länderspiel. Mit Mexiko gewann er das Turnier.